# Selim Sesler
Selim Sesler (1957 – 9 mai 2014) est un virtuose de la clarinette turc, d'origine roms.

## Biographie
Selim Sesler est né dans le quartier Yenimescit de Keşan, ville de la province d'Edirne, en 1957. Ses parents Roms sont originaires de Dráma en Grèce, qu'ils ont quitté pour la Turquie et se sont installés à İbriktepe, village d'İpsala à la suite de l'échange de populations entre la Grèce et la Turquie en 1923,
Selim Sesler a d'abord appris le zurna, un instrument à vent populaire, utilisé pour accompagner le tambour dans la musique folklorique turque. Cependant, dans les années 1960, il suit ses jeunes amis et bascule sur la clarinette. À l'âge de 14 ans, il commence à jouer dans les mariages et foires de village. Il apprend à lire la notation musicale seulement lorsqu'il effectue son service militaire en tant que conscrit,

### Carrière
Dans les années 1980, il s'installe à Istanbul, où il participe aux ensembles de musique Roms et améliore ses compétences. Sesler joue dans des restaurants, des salles de concerts, des boites de nuits, pour des mariages. Il prend part à la comédie musicale de Ferhan Şensoy, et enregistre quelques disques à petit budget,.
En 1997, Brenna MacCrimmon le rencontre lorsqu'il joue dans une boîte de nuit à Istanbul, et lui offre de réaliser un album ensemble, qui deviendra Karşılama. L'année suivante, Sesler participe à une de ses tournées au Canada et represente la musique du peuple Roms de Turquie et de Roumélie, la région d'où provient sa famille,. Avant cela, il connaît la gloire dans son propre pays, il attire l'attention à l'étranger.Il donne des concerts au Barbican Centre à Londres, New York, Boston et Chicago. Ses disques sont vendus aux États-Unis, en Europe, au Canada et même au Japon. Fiachra Gibbons du journal The Guardian dit de lui qu'il est « le Coltrane de la clarinette »,.
À la suite de sa vaste expérience, il a développé un riche répertoire et un style de jeu unique, qui donne à son œuvre une vivacité de qualité. Il est reconnu comme le chef de l'interprétation de la musique Roms par les Roms tout autant que par les gens non-Roms, pour ses improvisations de musique nuptiale et des musiques de danses,. Il a introduit cette musique pour le public Turc lors de la réception  en 2004 de l'Ours d'or pour Head-On, un film du réalisateur turco-allemand Fatih Akın. Le film suivant de Sesler et Akın est le documentaire musical, intitulé Crossing the Bridge: The Sound of Istanbul en 2005,.

### Dernières années
En 2005, Sesler commence à souffrir d'une maladie coronarienne. Il est traité d'abord en 2009 puis plus tard attend un donneur pour une transplantation cardiaque. Depuis février 2012, sa vie ne tenait qu'à un fil. Pendant une interview pour un grand quotidien, en août 2012, il pose avec sa clarinette et exprime son espoir d'être « libre à nouveau lorsqu'il recevrait une greffe du cœur ».
Dans la soirée du 9 mai 2014, Selim Sesler meurt à l'âge de 57 ans, à l'hôpital d'Istanbul, où il était traité. Il a été inhumé dans sa ville natale à Keşan. Sesler laisse son épouse et trois enfants,.

## Discographie
- Karşılama avec Brenna MacCrimmon (1998, Kalan Müzik)[5] (OCLC 50013540)
- Keşan'a Giden Yollar (La route de Keşan) (janvier 1999, Kalan Müzik)[12] (OCLC 45833244)
- Oğlan Bizim Kız Bizim (Mariage d'Anatolie) (juillet 2006, Doublemoon Records)[13] (OCLC 463317874)
- Romanes Clarinet (2007, Özlem Müzik)[14]